# Amministrazione di Ruvo di Puglia nella storia

Stemma del Comune di Ruvo di Puglia

| Amministrazione di Ruvo di Puglia nella storia | Amministrazione di Ruvo di Puglia nella storia | Amministrazione di Ruvo di Puglia nella storia     | Amministrazione di Ruvo di Puglia nella storia            | Amministrazione di Ruvo di Puglia nella storia |
| dal                                            | al                                             | nome                                               | titolo                                                    | stemma                                         |
| ---------------------------------------------- | ---------------------------------------------- | -------------------------------------------------- | --------------------------------------------------------- | ---------------------------------------------- |
| 1129                                           | 1133                                           | Tancredi di Conversano                             | Conte di Brindisi, signore di Ruvo, Rignano e Montemilone |                                                |
| 1134                                           | 1141                                           | Roberto I di Bassavilla                            | Conte di Conversano e signore di Ruvo                     |                                                |
| 1142                                           | 1182                                           | Roberto II di Bassavilla                           | Conte di Conversano, Ruvo e Loretello                     |                                                |
| 1197                                           |                                                | Bernardo                                           |                                                           |                                                |
| 1269                                           | 1277                                           | Arnolfo o Rodolfo de Culant                        | Signore di Ruvo, Forenza e Montrone                       |                                                |
| 1277                                           | 1290                                           | Jannotto de Culant                                 | Signore di Ruvo, Forenza e Montrone                       |                                                |
| 1290                                           | 1293                                           | Arnolfo II de Culant                               | Signore di Ruvo, Forenza e Montrone                       |                                                |
| 1293                                           | 1310                                           | Roberto de Juriaco                                 | Feudatario di Ruvo                                        |                                                |
| 1310                                           | 1311                                           | Galerano de Juriaco                                | Feudatario di Ruvo                                        |                                                |
| 1311                                           | 1337                                           | Sancha d'Aragona                                   | Principessa di Maiorca e Regina di Napoli                 |                                                |
| 1337                                           | 1345                                           | Gazo Denisy                                        | Conte di Terlizzi e Gran Maresciallo del Regno di Napoli  |                                                |
| 1346                                           | 1347                                           | Margherita Pipino                                  |                                                           |                                                |
| 1350                                           | 1351                                           | Giovanni Chucz                                     | Luogotenente di Luigi I d'Ungheria                        |                                                |
| 1351                                           | 1381                                           | Roberto e Ruggiero Sanseverino                     |                                                           |                                                |
| 1383                                           | 1387                                           | Villanuccio de Vrunfort                            | Feudatario di Ruvo e Terlizzi                             |                                                |
| 1387                                           | 1404                                           | Federico de Vrunfort e Antonio Santangelo da Sarno | Feudatari di Ruvo e Terlizzi                              |                                                |
| 1404                                           |                                                | Federico de Vrunfort                               | Feudatari di Ruvo e Terlizzi                              |                                                |
|                                                |                                                | Carlo Ruffo                                        | Maestro giustiziere del Regno di Sicilia                  |                                                |
| 1420                                           | 1443                                           | Giovanni Antonio Orsini Del Balzo                  | Principe di Taranto                                       |                                                |
| 1443                                           | 1454                                           | Gabriele Orsini Del Balzo                          | Duca di Venosa                                            |                                                |
| 1454                                           | 1458                                           | Maria Donata Orsini Del Balzo                      | Duchessa di Venosa                                        |                                                |
| 1458                                           | 1487                                           | Isabella Del Balzo                                 | Regina di Napoli                                          |                                                |
| 1487                                           | 1496                                           | Alfonso V d'Aragona                                | Re d'Aragona                                              |                                                |
| 1496                                           | 1499                                           | Federico I                                         | Re di Napoli                                              |                                                |
| 1499                                           | 1506                                           | Galzarano de Requesens                             | Duca di Trivento e Avellino                               |                                                |
| 1506                                           | 1509                                           | Raimondo de Cardona                                | Viceré di Napoli                                          |                                                |
| 1509                                           | 1510                                           | Oliviero Carafa                                    | Cardinale di Santa Romana Chiesa                          |                                                |
| 1510                                           |                                                | Ettore I Carafa                                    | Conte di Ruvo                                             |                                                |
|                                                | 1522                                           | Antonio Francesco I Carafa                         | Conte di Ruvo                                             |                                                |
| 1522                                           | 1554                                           | Fabrizio I Carafa                                  | Conte di Ruvo                                             |                                                |
| 1554                                           | 1565                                           | Antonio II Carafa                                  | Duca di Andria e conte di Ruvo                            |                                                |
| 1565                                           | 1590                                           | Fabrizio II Carafa                                 | Duca di Andria e conte di Ruvo                            |                                                |
| 1590                                           | 1621                                           | Antonio III Carafa                                 | Duca di Andria e conte di Ruvo                            |                                                |
| 1621                                           | 1626                                           | Fabrizio III Carafa                                | Duca di Andria e conte di Ruvo                            |                                                |
| 1626                                           | 1644                                           | Antonio IV Carafa                                  | Duca di Andria e conte di Ruvo                            |                                                |
| 1644                                           | 1655                                           | Carlo VI Carafa                                    | Duca di Andria e conte di Ruvo                            |                                                |
| 1655                                           | 1670                                           | Fabrizio IV Carafa                                 | Duca di Andria, di Castel del Monte e conte di Ruvo       |                                                |
| 1670                                           | 1672                                           | Carlo VII Carafa                                   | Duca di Andria e conte di Ruvo                            |                                                |
| 1672                                           | 1686                                           | Ettore II Carafa                                   | Duca di Andria e Conte di Ruvo                            |                                                |
| 1686                                           | 1707                                           | Fabrizio V Carafa                                  | Duca di Andria e conte di Ruvo                            |                                                |
| 1707                                           | 1764                                           | Ettore III Carafa                                  | Duca di Andria e conte di Ruvo                            |                                                |
| 1764                                           | 1795                                           | Riccardo Carafa                                    | Duca di Andria e conte di Ruvo                            |                                                |
| 1795                                           | 1799                                           | Ettore IV Carafa                                   | Duca di Andria e conte di Ruvo                            |                                                |
| 1799                                           | 1806                                           | Francesco Carafa                                   | Duca di Andria e conte di Ruvo                            |                                                |
| 1806                                           | 1816                                           | Regno di Napoli                                    |                                                           |                                                |
| 1816                                           | 1861                                           | Regno delle Due Sicilie                            |                                                           |                                                |
| 1861                                           | 1946                                           | Regno d'Italia                                     |                                                           |                                                |
| 1946                                           | oggi                                           | Repubblica Italiana                                |                                                           |                                                |